# 欧钰珊
欧钰珊（2004年1月13日—），广西人，中国女子竞技体操运动员。曾代表中国参加2020年夏季奥林匹克运动会体操比赛。并联同队友获得女子团体项目的第七名。
2022年，與隊友參加第51屆世界體操錦標賽，獲得團體項目的第6名，全能第7名。